# Campionati tedeschi di sci alpino
I Campionati tedeschi di sci alpino sono una competizione sciistica che si svolge ogni anno dal 1932, generalmente nel mese di marzo, in una diversa stazione sciistica tedesca. Organizzati dalla Federazione sciistica della Germania (Deutscher Skiverband), decretano il campione e la campionessa tedeschi di ogni disciplina sciistica attraverso una singola gara. Nei primi anni erano ammessi anche sciatori di altre nazionalità e pertanto alcuni titoli sono stati conquistati da atleti non tedeschi. Nelle stagioni dal 1942 al 1943 e dal 1945 al 1948 i campionati non sono stati disputati.
Fin dalla prima edizione sono stati assegnati i titoli di discesa libera, slalom speciale e combinata. La prova di slalom gigante è stata introdotta nel 1955, mentre quella di supergigante solo dal 1986. Dal 2007 la combinata è stata sostituita dalla supercombinata.
Dal 1949 al 1989 si sono tenuti separatamente anche i campionati della Repubblica Democratica Tedesca, che hanno, a loro volta, aggiudicati i titoli dell'ex Stato socialista. Le vittorie ottenute dagli sciatori della Repubblica Federale Tedesca sono inserite, per lo stesso periodo, nell'albo d'oro dei campionati tedeschi.

## Albo d'oro

### Discesa libera
| Edizione | Uomini                       | Donne                               |
| -------- | ---------------------------- | ----------------------------------- |
| 1932     | Franz Pfnür                  | Ella Maillart Svizzera              |
| 1933     | Anton Seelos Austria         | Gundl Kiefner                       |
| 1934     | Hellmut Lantschner           | Christl Cranz                       |
| 1935     | Birger Ruud Norvegia         | Christl Cranz                       |
| 1936     | Franz Pfnür                  | Christl Cranz                       |
| 1937     | Rudolf Cranz                 | Lisa Resch                          |
| 1938     | Hellmut Lantschner           | Christl Cranz                       |
| 1939     | Willi Walch                  | Christl Cranz                       |
| 1940     | Josef Jennewein              | Christl Cranz                       |
| 1941     | Albert Pfeifer               | Hilde Doleschell                    |
| 1944     | Hans Nogler                  | Mirl Buchner                        |
| 1949     | Sepp Gantner                 | Mirl Buchner                        |
| 1950     | Karl Maurer                  | Hildesuse Gärtner                   |
| 1951     | Karl Maurer                  | Lia Leismüller                      |
| 1952     | Willi Klein                  | Hannelore Glaser-Franke             |
| 1953     | Hans Hächer                  | Evi Lanig                           |
| 1954     | Hanspeter Lanig              | Evi Lanig                           |
| 1955     | Hanspeter Lanig              | Evi Lanig                           |
| 1956     | Fritz Wagnerberger           | Hannelore Glaser-Franke             |
| 1957     | non assegnato                | non assegnato                       |
| 1958     | Fritz Wagnerberger           | Hannelore Basler                    |
| 1959     | Hanspeter Lanig              | Anneliese Meggl                     |
| 1960     | Willy Bogner                 | Hannelore Heckmair                  |
| 1961     | Fritz Wagnerberger           | Heidi Biebl                         |
| 1962     | Wolfgang Bartels             | Heidi Biebl Barbara Henneberger     |
| 1963     | Wolfgang Bartels             | Burgl Färbinger Barbara Henneberger |
| 1964     | Ludwig Leitner               | Heidi Biebl                         |
| 1965     | Ludwig Leitner               | Burgl Färbinger                     |
| 1966     | Ludwig Leitner               | Burgl Färbinger                     |
| 1967     | non assegnato                | non assegnato                       |
| 1968     | Ludwig Leitner               | Christine Laprell                   |
| 1969     | Franz Vogler                 | Burgl Färbinger                     |
| 1970     | Alfred Hagn                  | Margret Hafen                       |
| 1971     | Franz Vogler                 | Margret Hafen                       |
| 1972     | non assegnato                | non assegnato                       |
| 1973     | Edmund Eisele                | Irene Epple                         |
| 1974     | non assegnato                | non assegnato                       |
| 1975     | non assegnato                | non assegnato                       |
| 1976     | Sepp Ferstl                  | Evi Mittermaier                     |
| 1977     | non assegnato                | non assegnato                       |
| 1978     | non assegnato                | Irene Epple                         |
| 1979     | non assegnato                | non assegnato                       |
| 1980     | non assegnato                | non assegnato                       |
| 1981     | Peter Roth                   | Irene Epple                         |
| 1982     | Sepp Wildgruber              | Michaela Gerg                       |
| 1983     | non assegnato                | non assegnato                       |
| 1984     | Klaus Gattermann             | Regine Mösenlechner                 |
| 1985     | Sepp Wildgruber              | Heidi Wiesler                       |
| 1986     | Markus Wasmeier              | Regine Mösenlechner                 |
| 1987     | Markus Wasmeier              | Marina Kiehl                        |
| 1988     | non assegnato                | non assegnato                       |
| 1989     | non assegnato                | non assegnato                       |
| 1990     | non assegnato                | non assegnato                       |
| 1991     | Hannes Zehentner             | Karin Dedler                        |
| 1992     | Hansjörg Tauscher            | Regina Häusl                        |
| 1993     | non assegnato                | non assegnato                       |
| 1994     | non assegnato                | non assegnato                       |
| 1995     | Berni Huber                  | non assegnato                       |
| 1996     | Max Rauffer                  | Regina Häusl                        |
| 1997     | Stefan Krauß                 | non assegnato                       |
| 1998     | Stefan Krauß                 | Regina Häusl                        |
| 1999     | Max Rauffer                  | Regina Häusl                        |
| 2000     | Max Rauffer                  | Petra Haltmayr                      |
| 2001     | Florian Eckert               | Maria Riesch                        |
| 2002     | Max Rauffer                  | Maria Riesch                        |
| 2003     | Stefan Stankalla             | Stefanie Stemmer                    |
| 2004     | Florian Eckert               | Petra Haltmayr                      |
| 2005     | Peter Strodl                 | Hilde Gerg                          |
| 2006     | Stephan Keppler              | Gina Stechert                       |
| 2007     | Hannes Wagner                | Maria Riesch                        |
| 2008     | Hannes Wagner                | Gina Stechert                       |
| 2009     | Felix Neureuther             | Lena Dürr                           |
| 2010     | Hannes Wagner                | Isabelle Stiepel                    |
| 2011     | Andreas Sander               | Veronique Hronek                    |
| 2012     | Andreas Sander               | Lena Dürr                           |
| 2013     | Fabio Renz                   | Veronique Hronek                    |
| 2014     | Andreas Sander               | Michaela Wenig                      |
| 2015     | Thomas Dreßen                | Michaela Wenig                      |
| 2016     | Klaus Brandner               | Kira Weidle                         |
| 2017     | non assegnato                | non assegnato                       |
| 2018     | Thomas Dreßen                | Michaela Wenig                      |
| 2019     | Josef Ferstl                 | Kira Weidle                         |
| 2020     | non assegnato                | non assegnato                       |
| 2021     | Dominik Schwaiger            | Kira Weidle                         |
| 2022     | Romed Baumann                | Emma Aicher                         |
| 2023     | Romed Baumann Andreas Sander | Kira Weidle                         |

### Supergigante
| Edizione | Uomini                         | Donne                 |
| -------- | ------------------------------ | --------------------- |
| 1986     | Markus Wasmeier                | Marina Kiehl          |
| 1987     | Markus Wasmeier                | Marina Kiehl          |
| 1988     | Markus Wasmeier                | Christa Kinshofer     |
| 1989     | Markus Wasmeier                | Katja Seizinger       |
| 1990     | non assegnato                  | non assegnato         |
| 1991     | Hansjörg Tauscher              | Karin Dedler          |
| 1992     | Stefan Krauß                   | Ulrike Stanggassinger |
| 1993     | Stefan Krauß                   | Martina Ertl          |
| 1994     | non assegnato                  | non assegnato         |
| 1995     | Christian Deißenböck           | non assegnato         |
| 1996     | Berni Huber                    | Katja Seizinger       |
| 1997     | Tobias Barnerssoi              | Hilde Gerg            |
| 1998     | Tobias Barnerssoi              | Miriam Vogt           |
| 1999     | Max Rauffer                    | Regina Häusl          |
| 2000     | Florian Eckert                 | Petra Haltmayr        |
| 2001     | Florian Eckert                 | Maria Riesch          |
| 2002     | non assegnato                  | non assegnato         |
| 2003     | Stefan Stankalla               | Martina Ertl          |
| 2004     | Florian Eckert Wolfgang Rieder | Maria Riesch          |
| 2005     | non assegnato                  | non assegnato         |
| 2006     | Stephan Keppler                | Viktoria Rebensburg   |
| 2007     | Stephan Keppler                | Monika Springl        |
| 2008     | Hannes Wagner                  | Viktoria Rebensburg   |
| 2009     | Peter Strodl                   | Fanny Chmelar         |
| 2010     | Philipp Zepnik                 | Gina Stechert         |
| 2011     | Andreas Sander                 | Veronique Hronek      |
| 2012     | Andreas Sander                 | Lena Dürr             |
| 2013     | Philipp Zepnik                 | Veronique Hronek      |
| 2014     | Andreas Sander                 | Marina Wallner        |
| 2015     | Andreas Sander                 | Simona Hösl           |
| 2016     | Klaus Brandner                 | Susanne Weinbuchner   |
| 2017     | Josef Ferstl                   | non assegnato         |
| 2018     | Josef Ferstl                   | Michaela Wenig        |
| 2019     | Dominik Schwaiger              | Patrizia Dorsch       |
| 2020     | non assegnato                  | non assegnato         |
| 2021     | Dominik Schwaiger              | Kira Weidle           |
| 2022     | Andreas Sander                 | Emma Aicher           |
| 2023     | non assegnato                  | Fabiana Dorigo        |

### Slalom gigante
| Edizione | Uomini               | Donne                      |
| -------- | -------------------- | -------------------------- |
| 1955     | Karl Zillibiller     | Evi Lanig                  |
| 1956     | Hanspeter Lanig      | Ossi Reichert              |
| 1957     | Sepp Behr            | Hannelore Basler           |
| 1958     | Ludwig Leitner       | Hannelore Basler           |
| 1959     | Benedikt Obermüller  | Heidi Biebl                |
| 1960     | Hanspeter Lanig      | Hannelore Heckmair         |
| 1961     | Ferdl Fettig         | Heidi Biebl                |
| 1962     | Fritz Wagnerberger   | Barbara Henneberger        |
| 1963     | Ludwig Leitner       | Barbara Henneberger        |
| 1964     | Fritz Wagnerberger   | Heidi Biebl                |
| 1965     | Adi Osterried        | Heidi Biebl                |
| 1966     | Willi Lesch          | Heidi Mittermaier          |
| 1967     | Ludwig Leitner       | Burgl Färbinger            |
| 1968     | Willi Lesch          | Burgl Färbinger            |
| 1969     | Christian Neureuther | Rosi Mittermaier           |
| 1970     | Christian Neureuther | Rosi Mittermaier           |
| 1971     | Max Rieger           | Rosi Mittermaier           |
| 1972     | Alfred Hagn          | Rosi Speiser               |
| 1973     | Christian Neureuther | Rosi Mittermaier           |
| 1974     | Sepp Heckelmiller    | Traudl Treichl             |
| 1975     | Christian Neureuther | Irene Epple                |
| 1976     | Albert Burger        | Irene Epple                |
| 1977     | Sepp Ferstl          | Pamela Behr                |
| 1978     | Edi Reichart         | Irene Epple                |
| 1979     | Frank Wörndl         | Christa Kinshofer          |
| 1980     | Edi Reichart         | Christa Kinshofer          |
| 1981     | Egon Hirt            | Christa Kinshofer          |
| 1982     | Egon Hirt            | Maria Epple                |
| 1983     | Hans Stuffer         | Maria Epple                |
| 1984     | Egon Hirt            | Marina Kiehl               |
| 1985     | Hans Stuffer         | Marina Kiehl               |
| 1986     | Markus Wasmeier      | Traudl Hächer              |
| 1987     | Markus Wasmeier      | Michaela Gerg              |
| 1988     | Peter Roth           | Christina Meier            |
| 1989     | Armin Bittner        | Michaela Gerg              |
| 1990     | Tobias Barnerssoi    | Katrin Stotz               |
| 1991     | Tobias Barnerssoi    | Katrin Stotz               |
| 1992     | Armin Bittner        | Christina Meier            |
| 1993     | Tobias Barnerssoi    | Martina Ertl               |
| 1994     | Tobias Barnerssoi    | Miriam Vogt                |
| 1995     | Tobias Barnerssoi    | Christina Meier            |
| 1996     | Alois Vogl           | Martina Ertl               |
| 1997     | Markus Eberle        | Martina Ertl               |
| 1998     | Alois Vogl           | Katja Seizinger            |
| 1999     | Markus Eberle        | Maren Günter               |
| 2000     | Markus Eberle        | Martina Ertl               |
| 2001     | Marco Pastore        | Annemarie Gerg             |
| 2002     | Alois Vogl           | Petra Haltmayr             |
| 2003     | Markus Eberle        | Martina Ertl               |
| 2004     | Andreas Ertl         | Martina Ertl               |
| 2005     | Felix Neureuther     | Martina Ertl               |
| 2006     | Felix Neureuther     | Veronika Staber            |
| 2007     | Daniel Fischer       | Carolin Fernsebner         |
| 2008     | Felix Neureuther     | Viktoria Rebensburg        |
| 2009     | Felix Neureuther     | Kathrin Hölzl              |
| 2010     | Fritz Dopfer         | Maria Riesch               |
| 2011     | Dominik Schwaiger    | Veronika Staber            |
| 2012     | Felix Neureuther     | Simona Hösl                |
| 2013     | Sebastian Holzmann   | Veronique Hronek           |
| 2014     | Linus Straßer        | Marlene Schmotz            |
| 2015     | Alexander Schmid     | Lena Dürr                  |
| 2016     | Fritz Dopfer         | Katrin Hirtl-Stanggaßinger |
| 2017     | Linus Straßer        | Susanne Weinbuchner        |
| 2018     | Fritz Dopfer         | Veronique Hronek           |
| 2019     | Bastian Meisen       | Veronique Hronek           |
| 2020     | non assegnato        | non assegnato              |
| 2021     | Frederik Norys       | Andrea Filser              |
| 2022     | Alexander Schmid     | Marlene Schmotz            |
| 2023     | Jonas Stockinger     | Jessica Hilzinger          |

### Slalom speciale
| Edizione | Uomini                              | Donne                   |
| -------- | ----------------------------------- | ----------------------- |
| 1932     | Robert Höfflin                      | Schwab                  |
| 1933     | Anton Seelos Austria                | Christl Cranz           |
| 1934     | Anton Seelos Austria                | Christl Cranz           |
| 1935     | Randmond Sörensen Norvegia          | Christl Cranz           |
| 1936     | Rudolf Cranz                        | Christl Cranz           |
| 1937     | Rudolf Cranz                        | Christl Cranz           |
| 1938     | Hellmut Lantschner                  | Christl Cranz           |
| 1939     | Rudolf Cranz                        | Christl Cranz           |
| 1940     | Josef Jennewein                     | Christl Cranz           |
| 1941     | Rudolf Cranz                        | Christl Cranz           |
| 1944     | Engele Haider                       | Mirl Buchner            |
| 1949     | Walter Clausing                     | Hildesuse Gärtner       |
| 1950     | Willi Klein                         | Lia Leismüller          |
| 1951     | Franz Grasegger                     | Hildesuse Gärtner       |
| 1952     | Benedikt Obermüller                 | Hildesuse Gärtner       |
| 1953     | Benedikt Obermüller                 | Rosi Amort              |
| 1954     | Sepp Behr                           | Marianne Seltsam        |
| 1955     | Hanspeter Lanig Benedikt Obermüller | Hannelore Glaser-Franke |
| 1956     | Sepp Behr                           | Ossi Reichert           |
| 1957     | Benedikt Obermüller                 | Sonja Sperl             |
| 1958     | Ludwig Leitner                      | Hannelore Basler        |
| 1959     | Benedikt Obermüller                 | Sonja Sperl             |
| 1960     | Ludwig Leitner                      | Heidi Biebl             |
| 1961     | Willy Bogner                        | Heidi Biebl             |
| 1962     | Sepp Behr                           | Heidi Biebl             |
| 1963     | Ludwig Leitner                      | Heidi Mittermaier       |
| 1964     | Wolfgang Bartels                    | Barbara Henneberger     |
| 1965     | Ludwig Leitner                      | Heidi Biebl             |
| 1966     | Willy Bogner                        | Burgl Färbinger         |
| 1967     | Pepi Wurmer                         | Rosi Mittermaier        |
| 1968     | Alfred Hagn                         | Burgl Färbinger         |
| 1969     | Max Rieger                          | Rosi Mittermaier        |
| 1970     | Hansjörg Schlager                   | Rosi Mittermaier        |
| 1971     | Christian Neureuther                | Pamela Behr             |
| 1972     | Christian Neureuther                | Rosi Speiser            |
| 1973     | Hansjörg Schlager                   | Rosi Mittermaier        |
| 1974     | Christian Neureuther                | Pamela Behr             |
| 1975     | Christian Neureuther                | Pamela Behr             |
| 1976     | Christian Neureuther                | Pamela Behr             |
| 1977     | Christian Neureuther                | Christa Zechmeister     |
| 1978     | Christian Neureuther                | Pamela Behr             |
| 1979     | Frank Wörndl                        | Pamela Behr             |
| 1980     | Frank Wörndl                        | Christa Kinshofer       |
| 1981     | Florian Beck                        | Christa Kinshofer       |
| 1982     | Florian Beck                        | Maria Epple             |
| 1983     | Frank Wörndl                        | Maria Epple             |
| 1984     | Florian Beck                        | Michaela Gerg           |
| 1985     | Frank Wörndl                        | Maria Epple             |
| 1986     | Florian Beck                        | Michaela Gerg           |
| 1987     | Armin Bittner                       | Angela Drexl            |
| 1988     | Armin Bittner                       | Miriam Vogt             |
| 1989     | Peter Roth                          | Angela Drexl            |
| 1990     | Armin Bittner                       | Angela Drexl            |
| 1991     | Peter Roth                          | Martina Ertl            |
| 1992     | Peter Roth                          | Angela Drexl            |
| 1993     | Alois Vogl                          | Miriam Vogt             |
| 1994     | Peter Roth                          | Martina Ertl            |
| 1995     | Alois Vogl                          | Martina Ertl            |
| 1996     | Bernhard Bauer                      | Miriam Vogt             |
| 1997     | Markus Eberle                       | Annemarie Gerg          |
| 1998     | Markus Eberle                       | Martina Ertl            |
| 1999     | Florian Eckert                      | Annemarie Gerg          |
| 2000     | Andreas Ertl                        | Annemarie Gerg          |
| 2001     | Andreas Ertl                        | Annemarie Gerg          |
| 2002     | Alois Vogl                          | Martina Ertl            |
| 2003     | Felix Neureuther                    | Annemarie Gerg          |
| 2004     | Florian Eckert                      | Monika Bergmann         |
| 2005     | Stefan Kogler                       | Monika Bergmann         |
| 2006     | non assegnato                       | Monika Bergmann         |
| 2007     | Dominik Stehle                      | Monika Bergmann         |
| 2008     | Felix Neureuther                    | Monika Bergmann         |
| 2009     | Stefan Kogler                       | Fanny Chmelar           |
| 2010     | Fritz Dopfer                        | Nina Perner             |
| 2011     | Fritz Dopfer                        | Christina Geiger        |
| 2012     | Dominik Stehle                      | Veronika Staber         |
| 2013     | Fritz Dopfer                        | Barbara Wirth           |
| 2014     | Felix Neureuther                    | Barbara Wirth           |
| 2015     | Alexander Schmid                    | Marlene Schmotz         |
| 2016     | Fritz Dopfer                        | Lena Dürr               |
| 2017     | Linus Straßer                       | Christina Geiger        |
| 2018     | Fritz Dopfer                        | Andrea Filser           |
| 2019     | Dominik Stehle                      | Lena Dürr               |
| 2020     | non assegnato                       | non assegnato           |
| 2021     | Sebastian Holzmann Anton Tremmel    | Emma Aicher             |
| 2022     | Alexander Schmid                    | Emma Aicher             |
| 2023     | Adrian Meisen                       | Lena Dürr               |

### Combinata
| Edizione | Uomini                     | Donne                      |
| -------- | -------------------------- | -------------------------- |
| 1932     | Franz Zingerle Austria     | Schmid                     |
| 1933     | Anton Seelos Austria       | Christl Cranz              |
| 1934     | Hellmut Lantschner         | Christl Cranz              |
| 1935     | Randmond Sörensen Norvegia | Christl Cranz              |
| 1936     | Franz Pfnür                | Christl Cranz              |
| 1937     | Rudolf Cranz               | Christl Cranz              |
| 1938     | Hellmut Lantschner         | Christl Cranz              |
| 1939     | Willy Walch                | Christl Cranz              |
| 1940     | Josef Jennewein            | Christl Cranz              |
| 1941     | Rudolf Cranz               | Christl Cranz              |
| 1944     | Engele Haider              | Mirl Buchner               |
| 1949     | Albert Heimpel             | Mirl Buchner               |
| 1950     | Karl Maurer                | Hildesuse Gärtner          |
| 1951     | Sepp Gantner               | Hildesuse Gärtner          |
| 1952     | Willy Klein                | Hildesuse Gärtner          |
| 1953     | Hans Hächer                | Rosi Amort                 |
| 1954     | Sepp Behr                  | Evi Lanig                  |
| 1955     | Josef Schwaiger            | Evi Lanig                  |
| 1956     | Sepp Behr                  | Ossi Reichert              |
| 1957     | Sepp Behr                  | Hannelore Basler           |
| 1958     | Ludwig Leitner             | Hannelore Basler           |
| 1959     | Hanspeter Lanig            | Sonja Sperl                |
| 1960     | Willy Bogner               | Barbara Henneberger        |
| 1961     | Adalbert Leitner           | Heidi Biebl                |
| 1962     | Ludwig Leitner             | Barbara Henneberger        |
| 1963     | Ludwig Leitner             | Heidi Mittermaier          |
| 1964     | Ludwig Leitner             | Heidi Biebl                |
| 1965     | Adi Osterried              | Heidi Biebl                |
| 1966     | Willy Bogner               | Heidi Mittermaier          |
| 1967     | Pepi Wurmer                | Rosi Mittermaier           |
| 1968     | Gerhard Prinzing           | Rosi Mittermaier           |
| 1969     | Willi Lesch                | Rosi Mittermaier           |
| 1970     | Christian Neureuther       | Rosi Mittermaier           |
| 1971     | Max Rieger                 | Rosi Mittermaier           |
| 2007     | Daniel Fischer             | Gina Stechert              |
| 2008     | Hannes Wagner              | Fanny Chmelar              |
| 2009     | Christian Steinbacher      | Fanny Chmelar              |
| 2010     | Stephan Keppler            | Katharina Dürr             |
| 2011     | Hannes Wagner              | Maria Riesch               |
| 2012     | Stefan Luitz               | Lena Dürr                  |
| 2013     | non assegnato              | non assegnato              |
| 2014     | non assegnato              | non assegnato              |
| 2015     | Thomas Dreßen              | Simona Hösl                |
| 2016     | Andreas Sander             | Patrizia Dorsch            |
| 2017     | Linus Straßer              | non assegnato              |
| 2018     | non assegnato              | non assegnato              |
| 2019     | Linus Straßer              | Patrizia Dorsch            |
| 2020     | non assegnato              | non assegnato              |
| 2021     | Simon Jocher               | Katrin Hirtl-Stanggaßinger |
| 2022     | Linus Witte                | Emma Aicher                |
| 2023     | non assegnato              | non assegnato              |

## Albo d'oro - Campionati tedesco-orientali

### Discesa libera
| Edizione | Uomini                         | Donne               |
| -------- | ------------------------------ | ------------------- |
| 1949     | non assegnato                  | Traudel Gottstein   |
| 1950     | Herbert Friedel Bruno Böttcher | H. Pilz             |
| 1951     | H. Holland                     | E. Wedell           |
| 1952     | H. Holland                     | Traudel Gottstein   |
| 1953     | Rochus Wagner                  | Sigrid Eiselt       |
| 1954     | Ewald Schuster                 | Traudel Gottstein   |
| 1955     | Karl Süß                       | Gretl Grune         |
| 1956     | Karl Süß                       | Traudel Gottstein   |
| 1957     | Karl Süß                       | Traudel Gottstein   |
| 1958     | Klaus Illing                   | Hannelore Schmiedel |
| 1959     | Werner Lützendorf              | Hannelore Schmiedel |
| 1960     | non assegnato                  | non assegnato       |
| 1961     | Eberhard Riedel                | Hannelore Riedel    |
| 1962     | non assegnato                  | Hannelore Riedel    |
| 1963     | Eberhard Riedel                | Waltraud Süß        |
| 1964     | non assegnato                  | non assegnato       |
| 1965     | non assegnato                  | Margitta Prager     |
| 1966     | non assegnato                  | non assegnato       |
| 1967     | Peter Lützendorf               | Katrin Schlick      |

### Slalom gigante
| Edizione | Uomini            | Donne                 |
| -------- | ----------------- | --------------------- |
| 1954     | Werner Lützendorf | G. Grune              |
| 1955     | Werner Lützendorf | G. Grune              |
| 1956     | Karl Süß          | T. Gottstein          |
| 1957     | Karl Süß          | Hannelore Schmiedel   |
| 1958     | Ernst Scherzer    | Hannelore Schmiedel   |
| 1959     | Eberhard Riedel   | Hannelore Schmiedel   |
| 1960     | non assegnato     | non assegnato         |
| 1961     | Peter Lützendorf  | H. Riedel             |
| 1962     | Klaus Illing      | H. Riedel             |
| 1963     | Eberhard Riedel   | Waltraud Süß          |
| 1964     | Peter Lützendorf  | K. Schlick            |
| 1965     | Ernst Scherzer    | U. Öser               |
| 1966     | non assegnato     | non assegnato         |
| 1967     | Eberhard Riedel   | E. Ullmann            |
| 1968     | Eberhard Riedel   | C. Jung               |
| 1969     | J. Klutz          | E. Ullmann K. Schlick |
| 1970     | R. Siebelist      | E. Griebel            |
| 1971     | Joachim Riedel    | E. Ullmann            |
| 1972     | non assegnato     | non assegnato         |
| 1973     | R. Siebelist      | E. Ullmann            |
| 1974     | Heym              | E. Ullmann            |
| 1975     | non disputato     | non disputato         |
| 1976     | non disputato     | non disputato         |
| 1977     | non disputato     | non disputato         |
| 1978     | Heym              | Knobloch              |
| 1979     | Heym              | Prater                |
| 1980     | Riedel            | Scheller              |
| 1981     | Riedel            | Prater                |
| 1982     | Holland           | Kummer                |
| 1983     | Pokern            | Walther               |
| 1984     | Schreiber         | Kirsche               |
| 1985     | non disputato     | non disputato         |
| 1986     | Wenzel            | Metz                  |
| 1987     | Wenzel            | Völksch               |
| 1988     | non disputato     | non disputato         |
| 1989     | Völksch           | Rudolph               |

### Slalom speciale
| Edizione | Uomini                                | Donne               |
| -------- | ------------------------------------- | ------------------- |
| 1952     | H. Holland                            | T. Gottstein        |
| 1953     | H. Holland                            | T. Gottstein        |
| 1954     | Karl Süß                              | G. Grune            |
| 1955     | Werner Lützendorf Benedikt Obermüller | G. Grune            |
| 1956     | Karl Süß                              | Hannelore Schmiedel |
| 1957     | Klaus Illing                          | Hannelore Schmiedel |
| 1958     | Werner Lützendorf                     | Hannelore Schmiedel |
| 1959     | Heinz Gahler                          | Hannelore Schmiedel |
| 1960     | non assegnato                         | non assegnato       |
| 1961     | Klaus Illing                          | H. Riedel           |
| 1962     | Karl Süß                              | C. Meinel           |
| 1963     | Ernst Scherzer                        | Waltraud Süß        |
| 1964     | Peter Lützendorf                      | Waltraud Süß        |
| 1965     | Ernst Scherzer                        | M. Prager           |
| 1966     | non assegnato                         | non assegnato       |
| 1967     | Ernst Scherzer                        | E. Ullmann          |
| 1968     | Eberhard Riedel                       | C. Jung             |
| 1969     | J. Klutz                              | E. Ullmann          |
| 1970     | W. Kießling                           | E. Griebel          |
| 1971     | J. Klutz                              | E. Ullmann          |
| 1972     | non assegnato                         | non assegnato       |
| 1973     | J. Klutz                              | E. Ullmann          |
| 1974     | Heym                                  | E. Ullmann          |
| 1975     | non disputato                         | non disputato       |
| 1976     | non disputato                         | non disputato       |
| 1977     | non disputato                         | non disputato       |
| 1978     | J. Klutz                              | Knobloch            |
| 1979     | Heym                                  | Prater              |
| 1980     | Riedel                                | Scheller            |
| 1981     | Riedel                                | Schmidt             |
| 1982     | Lützendorf                            | Kummer              |
| 1983     | Pokern                                | Walther             |
| 1984     | Weber                                 | Sorge               |
| 1985     | non disputato                         | non disputato       |
| 1986     | Hammerschmidt                         | Kirsche             |
| 1987     | Weber                                 | Sorge               |
| 1988     | non disputato                         | non disputato       |
| 1989     | Völksch                               | Völksch             |

### Combinata
| Edizione | Uomini                     | Donne               |
| -------- | -------------------------- | ------------------- |
| 1950     | H. Mitlöhner               | H. Zeh              |
| 1951     | H. Holland                 | H. Zeh              |
| 1952     | H. Mitlöhner               | T. Gottstein        |
| 1953     | H. Schmiedel               | G. Grune            |
| 1954     | Karl Süß Werner Lützendorf | G. Grune            |
| 1955     | Karl Süß                   | G. Grune            |
| 1956     | Karl Süß                   | Hannelore Schmiedel |
| 1957     | Werner Lützendorf          | Hannelore Schmiedel |
| 1958     | Klaus Illing               | Hannelore Schmiedel |
| 1959     | Ernst Scherzer             | Hannelore Schmiedel |
| 1960     | non assegnato              | non assegnato       |
| 1961     | Peter Lützendorf           | H. Riedel           |
| 1962     | Eberhard Riedel            | Waltraud Süß        |
| 1963     | Ernst Scherzer             | Waltraud Süß        |
| 1964     | Peter Lützendorf           | Waltraud Süß        |
| 1965     | Ernst Scherzer             | U. Öser             |
| 1966     | non assegnato              | non assegnato       |
| 1967     | Ernst Scherzer             | C. Jung             |
| 1968     | Eberhard Riedel            | C. Jung             |
| 1969     | J. Klutz                   | E. Ullmann          |
| 1970     | L. Greiner                 | E. Griebel          |
| 1971     | J. Klutz                   | E. Ullmann          |
| 1972     | non assegnato              | non assegnato       |
| 1973     | Heym                       | E. Ullmann          |
| 1974     | Heym                       | E. Ullmann          |
| 1975     | non disputato              | non disputato       |
| 1976     | non disputato              | non disputato       |
| 1977     | non disputato              | non disputato       |
| 1978     | Heym                       | Knobloch            |
| 1979     | Heym                       | Prater              |
| 1980     | Riedel                     | Scheller            |
| 1981     | Riedel                     | Schmidt             |
| 1982     | Hoffmann                   | Kummer              |
| 1983     | Pokern                     | Walther             |
| 1984     | Weber                      | Sorge               |
| 1985     | non disputato              | non disputato       |
| 1986     | Hammerschmidt              | Kirsche             |
| 1987     | Weber                      | Sorge               |
| 1988     | non disputato              | non disputato       |
| 1989     | Völksch                    | Völksch             |